# No More Heroes (album)
Pour les articles homonymes, voir No More Heroes.
Albums de The Stranglers
Rattus Norvegicus
(1977) Black and White
(1978)
No More Heroes est le second album du groupe britannique The Stranglers, paru en 1977.
C'est également l'achèvement du premier gros travail effectué par le groupe qui, lors de sa création, avait plus ou moins déjà en "boîte" leurs deux premiers albums : celui-ci et Rattus Norvegicus.

## Description
Sur No More Heroes, les Stranglers confirment leur genre musical, avec mise en avant de la basse et des claviers. L'album est encore produit par Martin Rushent, enregistré au T.W.Studios de Fulham à Londres, et complété en juillet 1977. L'ingénieur du son était Alan Winstanley. Il sera ensuite mixé aux studios Olympic de Barnes, par l'ingénieur du son Doug Bennett assisté de Nigel Brooke-Harte.
La pochette est conçue par Paul Henry. Les photographies sont de Trevor Rogers et Eamonn O'Keefe.
Sur l'arrière de la pochette du disque, nous pouvons voir Jean-Jacques Burnel allongé sur la tombe de Trotsky. Il existe deux versions différentes de pochettes.
L'idée de No More Heroes est de répondre à la chanson "Heroes", le tube de David Bowie...[réf. nécessaire]

## Titres
1. I Feel Like a Wog
2. Bitching
3. Dead Ringer
4. Dagenham Dave
5. Bring On The Nubiles
6. Something Better Change
7. No More Heroes
8. Peasant In The Big Shitty
9. Burning Up Time
10. English Towns
11. School Mam

Toutes les chansons sont signées par "The Stranglers". Elles sont déposées chez "Albion Music/April Music".
Lors de la réédition en CD de 2001, trois titres bonus ont été ajoutés :
1. Straighten Out
2. 5 Minutes
3. Rok it to the Moon

## Musiciens
- Hugh Cornwell — guitare, chant, chœurs
- Jean-Jacques Burnel — basse, chant, chœurs
- Dave Greenfield — claviers, chant, chœurs
- Jet Black — batterie, percussions